# Menjamel rialler
El menjamel rialler (Microptilotis flavirictus) és un ocell de la família dels melifàgids (Meliphagidae).

## Hàbitat i distribució
Habita els boscos de Nova Guinea.